# 艾維斯·普里斯萊出生地
34°15′36″N 88°40′48″W / 34.259971°N 88.679963°W

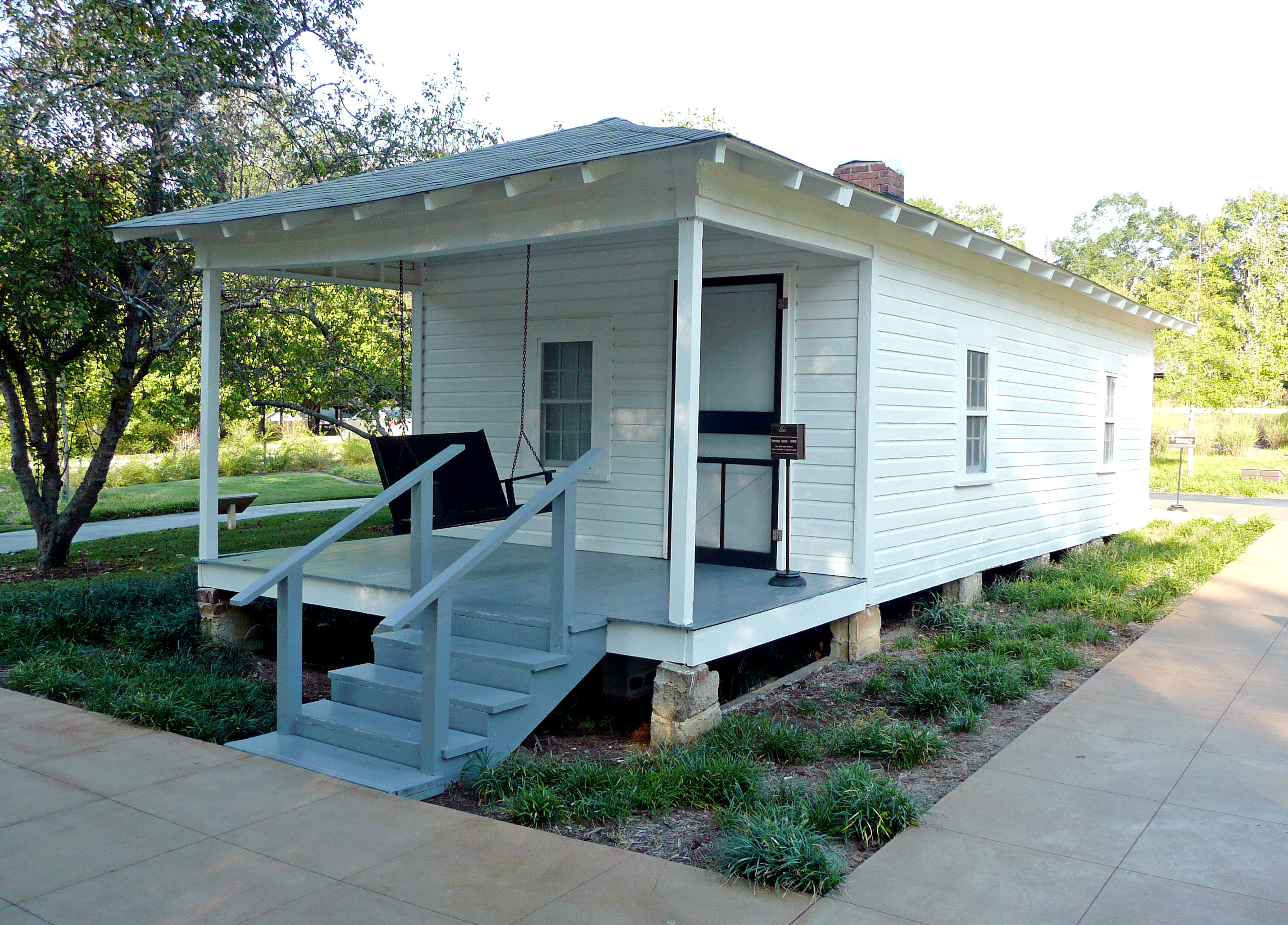
普里斯萊位於密西西比州圖珀洛市的出生地

艾維斯·普里斯萊的出生地是一所為了維護美國音樂家艾維斯·普里斯萊的出生地，位於密西西比州圖珀洛市（艾維斯·普里斯萊道306號）所修建的歷史性博物館，也在密西西比州布魯斯步道上。
該博物館包含艾維斯·普里斯萊出生時的家、一座博物館、小教堂以及一所普里斯萊家族所參拜神召會教堂建築。葛萊蒂絲和弗農一段日子的財物經濟境況不佳，在他只有很年輕的時候，因為財物需求迫使他們不得不搬出盒式住房。葛萊蒂絲和弗農在密西西比州居住的十三年期間，在圖珀洛找了很多份工作及搬了很多次的家。
1936年4月5日，一股F5級的龍捲風在市外八英里處受到侵襲，由於他們的房子並沒有被摧毀，當時十五個月大的艾維斯和他的母親葛萊蒂絲得以倖存。而他的父親弗農當時適逢在外地找工作。

## 相廊

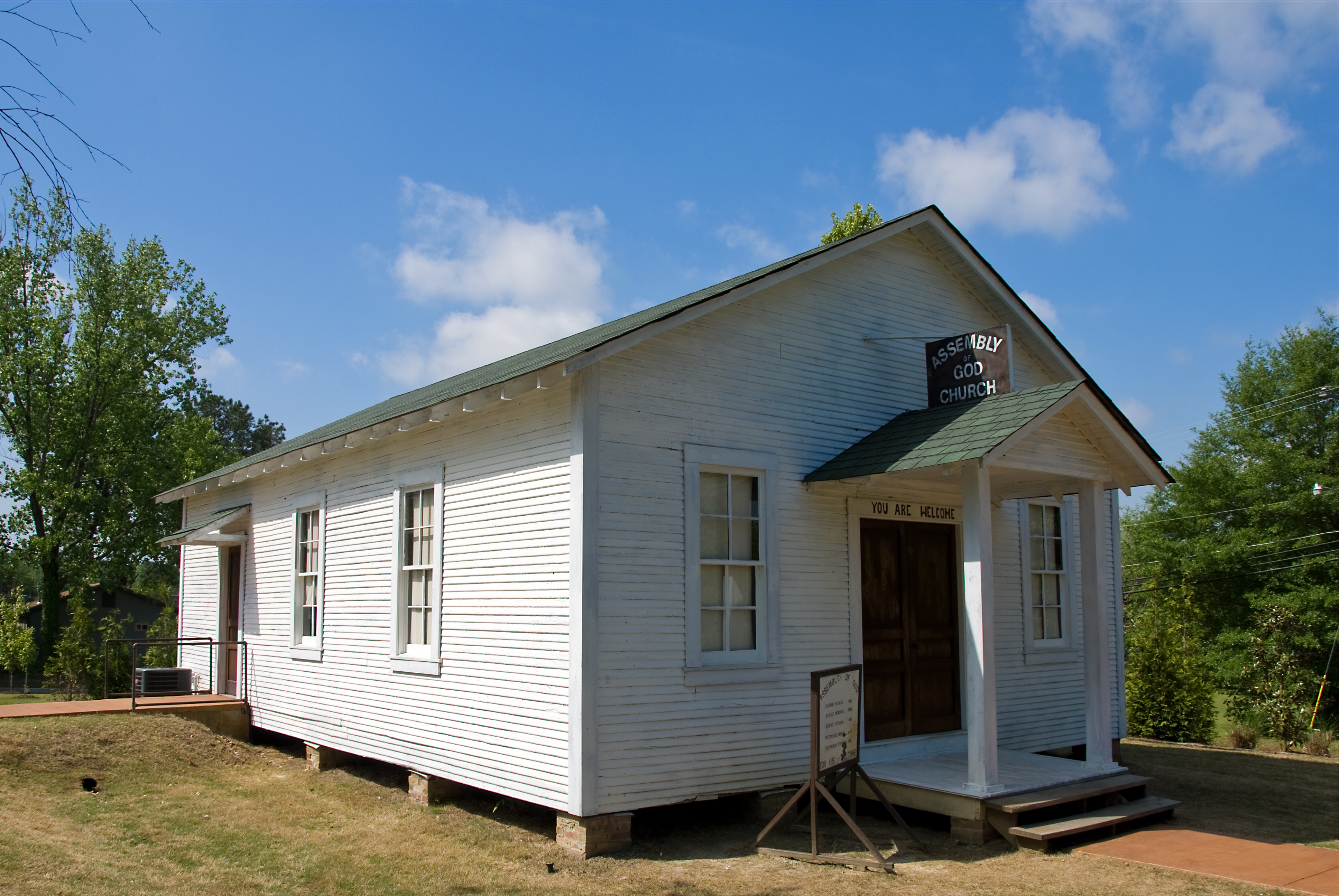
普里斯萊家族所參拜的神召會教堂
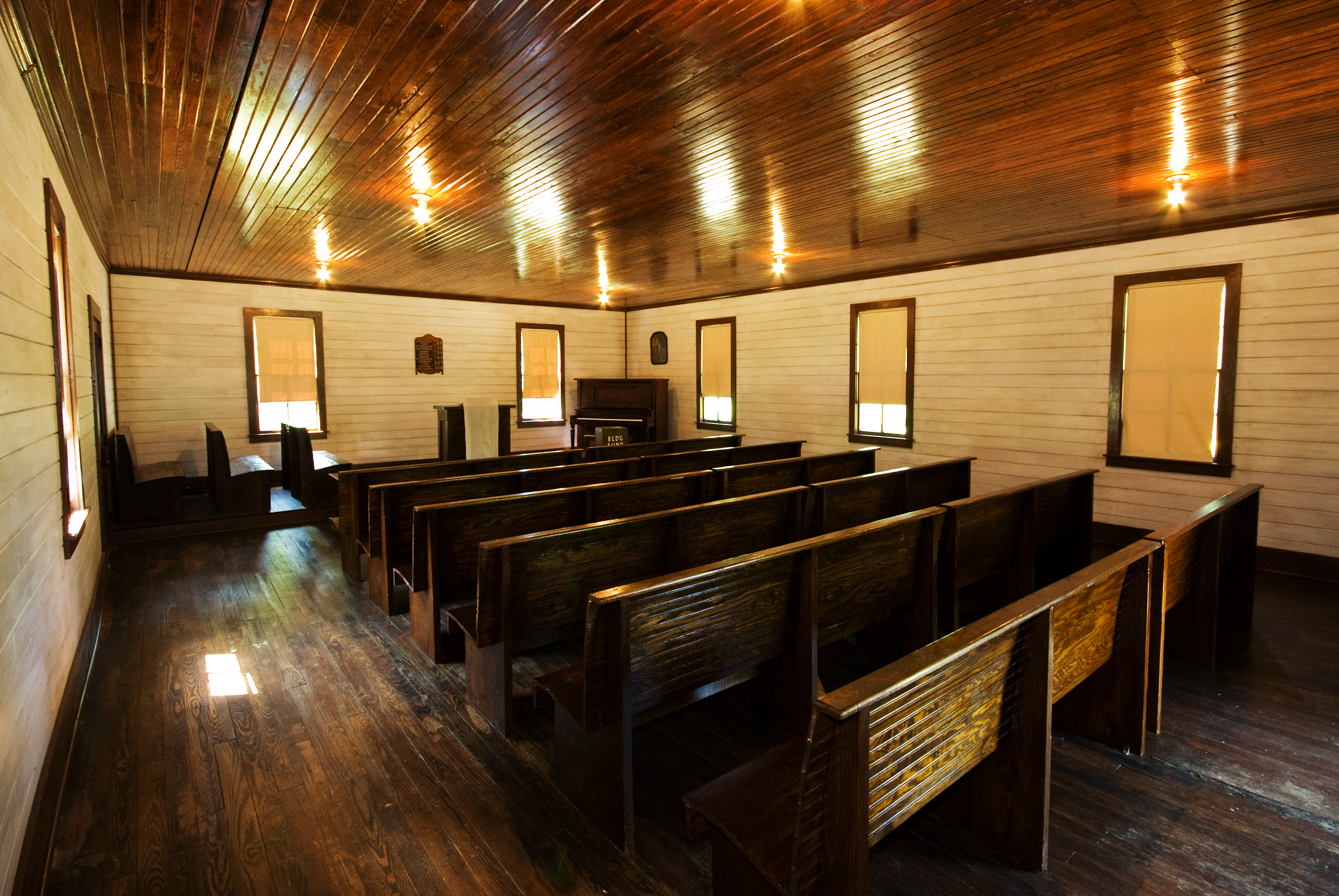
教堂的內部

## 相關外鏈
- 官方網站 （页面存档备份，存于）